# 스피곳 알고리즘
스피곳 알고리즘(spigot algorithm)은 π나 e 등의 수학 상수를 계산할 때 쓰이는 알고리즘으로, 상수의 특정 자리 값을 구하기 위해 이전 자리를 구하지 않아도 되는 특성을 가진다.
스피곳 알고리즘의 대표적인 예는 π값을 구하는 Bailey-Borwein-Plouffe 공식이다.

## 예제
이 예제에서는 자연 로그 2 값을 이진수로 구하는 스피곳 알고리즘을 설명한다.
먼저 자연 로그의 항등식 {\displaystyle \ln {\frac {x}{x-1}}=\sum _{k=1}^{\infty }{\frac {1}{kx^{k}}}}에 의해 다음 식을 얻는다.
{\displaystyle \ln(2)=\sum _{k=1}^{\infty }{\frac {1}{k2^{k}}}\,.}
자연 로그 2의 소수점 아래 8번째부터 이진수 자리를 구하기 위해 양변을 27으로 곱한다.
{\displaystyle 2^{7}\ln(2)=2^{7}\sum _{k=1}^{\infty }{\frac {1}{k2^{k}}}\,.}
무한 합을 정수 부분(2의 지수가 0 이상인 부분)과 소수 부분(2의 지수가 음수인 부분)으로 나눈다.
{\displaystyle 2^{7}\ln(2)=\sum _{k=1}^{7}{\frac {2^{7-k}}{k}}+\sum _{k=8}^{\infty }{\frac {1}{k2^{k-7}}}\,.}
우리는 소수 부분에만 관심이 있으므로, 정수 부분을 다음과 같이 바꿔 쓸 수 있다.
{\displaystyle {\frac {2^{7-k}\mod k}{k}}\,.}
이 항들을 계산하여 총합을 계산하면 다음과 같이 된다.
| k | A = 27-k | B = A mod k | C = B / k | C mod 1 의 합 |
| - | -------- | ----------- | --------- | ------------- |
| 1 | 64       | 0           | 0         | 0             |
| 2 | 32       | 0           | 0         | 0             |
| 3 | 16       | 1           | 1/3       | 1/3           |
| 4 | 8        | 0           | 0         | 1/3           |
| 5 | 4        | 4           | 4/5       | 2/15          |
| 6 | 2        | 2           | 1/3       | 7/15          |
| 7 | 1        | 1           | 1/7       | 64/105        |
몇 개의 소수 부분 항을 더해준다.
| k  | D = 1/k2k-7 | D 의 합 | 최대 오차 |
| -- | ----------- | ------- | --------- |
| 8  | 1/16        | 1/16    | 1/16      |
| 9  | 1/36        | 13/144  | 1/36      |
| 10 | 1/80        | 37/360  | 1/80      |
정수 부분 항을 먼저 더하고, 소수 부분 항의 처음 몇개를 더하면 다음과 같이 된다.
{\displaystyle 2^{7}\ln(2)\mod {1}\approx {\frac {64}{105}}+{\frac {37}{360}}=0.10011100\cdots _{2}+0.00011010\cdots _{2}=0.1011\cdots _{2}\,,}
따라서 ln(2)를 이진수로 표현했을 때 소수점 이하 8번째에서 11번째 자리는 1, 0, 1, 1이 된다. 앞의 7자리를 구하지 않고도 8번째 자리부터 구했다는 것에 주목하라.
같은 방법으로 ln(2)의 n번째 자리의 수를 계산할 수 있다. 계산해야 할 정수 부분 항의 개수는 n에 비례해서 증가하지만, 효율적인 모듈라 지수 연산 방법을 사용한다면 복잡도는 log n에 비례해서 증가한다.